# Satchelliella narsanica
Satchelliella narsanica és una espècie d'insecte dípter pertanyent a la família dels psicòdids que es troba al Caucas rus.